# Montenerodomo
Montenerodomo è un comune italiano di 576 abitanti della provincia di Chieti in Abruzzo, facente parte dell'unione dei comuni montani del Sangro.

## Storia

### Epoca antica

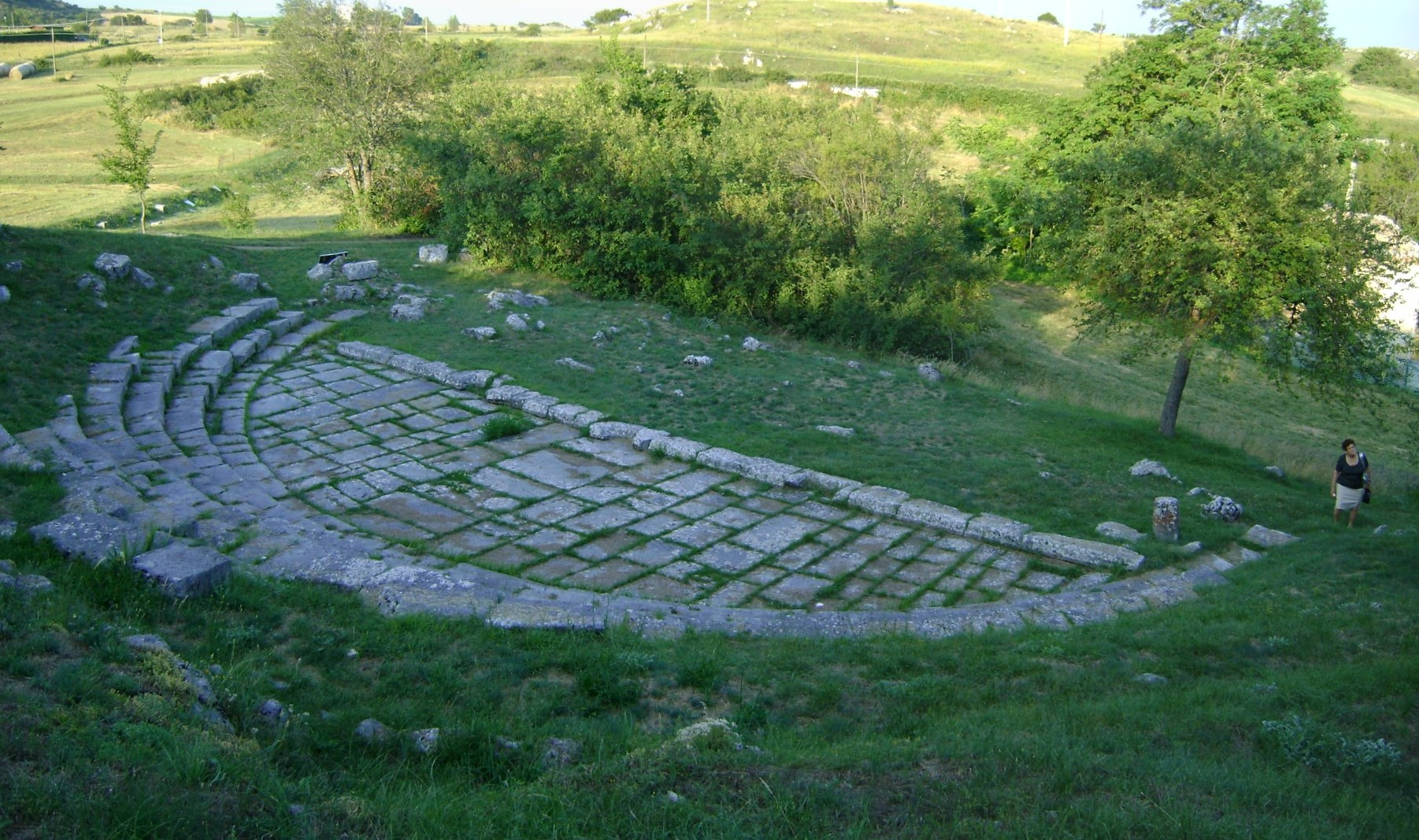
Teatro romano di Juvanum

Fu antica città frentana-carecina che, verso il IV-III secolo venne spostata a valle ove divenne municipio romano, mentre dell'epoca protostorica rimangono delle mura megalitiche.
Le origini di Juvanum sono da ascrivere al Liber Coloniarum dove viene elencato come Jobanos e forse Plinio afferma che Juvanenses è una derivazione di Lanuenses, tuttavia il nucleo originario si trova lungo l'odierna strada che da Montenerodomo porta a Torricella Peligna (verosimilmente il primo nucleo si trovava su una sorgente ove i pastori dediti alla transumanza facevano abbeverare le loro greggi. Nell'età repubblicana è da ricercare l'oppido preromano che si è sviluppato sulle colline limitrofe tutt'intorno. Già prima della guerra sociale risulta essere municipio romano.

### Epoca medievale
Con la decadenza delle città romane, si costruirono nuovi centri fortificati presso colli rocciosi. Fu così anche per Montenerodomo, sorta sulla cresta montuosa sopra la piana di Juvanum. Inoltre la città, nel X secolo circa, fu riutilizzata per la costruzione dell'abbazia di Santa Maria in Palazzo.
Nel 1065 i Conti di Sangro Borrello di Borrello e suo figlio Borrello infante donarono al vescovo teatino Attone, allora Signore di Chieti, il feudo di Domo e la chiesa di Santa Maria a Letto coll'intero monastero, comprendente anche una ricca biblioteca, e le sue pertinenze, tra cui il castello di Letto dentro cui si trovava la stessa chiesa con annesso monastero.
Il primo documento in cui viene citato il comune di Montenerodomo è del XII secolo. Fra il XV secolo ed il XVII secolo fu feudo di varie famiglie, tra le quali: i Caldora, i Di Capua e i D'Aquino.
Il borgo constava di un castello, oggi la parte rimanente del settecentesco Palazzo De Thomasis, e di tre chiese: San Martino, Santa Giusta e San Vito. Era inoltre provvisto di un sistema di torri difensive. Nel frattempo l'abbazia era decaduta, a partire dal XV secolo, e due secoli più tardi scomparve del tutto, meno la pianta planimetrica.

### Il Novecento e la seconda guerra mondiale
Il borgo è stato noto nel primo '900 perché Benedetto Croce, affermatosi in Italia come critico, dichiarò di avere origini familiari proprio nel centro Chietino.
Nel 1933 il terremoto della Maiella danneggiò Montenerodomo e i paesi circostanti, fino a Lama dei Peligni. La chiesa parrocchiale rimanente (oltre a San Vito, cappella privata), rimase molto lesionata, e nella ricostruzione, furono impiegate colonne romane provenienti da Juvanum.
Montenerodomo subì gravi danni e profondi sacrifici nella lotta partigiana durante la seconda guerra mondiale. Il centro si trovò, infatti, lungo il percorso tedesco della linea Gustav, da Ortona a Montecassino, e venne attaccata nel dicembre 1943. Fu distrutta la metà del paese che si arrampicava dalla cresta opposta del massiccio montuoso, giungendo a danneggiare anche la parte superiore del Palazzo Croce, e del campanile della chiesa di San Martino. Il borgo successivamente fu ricostruito, ma con molta fatica, a causa delle dure condizioni di vita presso l'altura rocciosa in cui Montenerodomo poggia le fondamenta.
Attualmente vive di turismo, essendo inserito nel Parco Nazionale della Maiella, e grazie alla scoperta del sito di Juvanum.

### Simboli
Lo stemma e il gonfalone sono stati adottati con deliberazione del consiglio comunale n. 137 del 27 novembre 1983 e concessi con decreto del presidente della Repubblica del 10 gennaio 1984.
Lo stemma è uno scudo di foggia sannita di colore azzurro con un leone d'oro, linguato, armato e illuminato di rosso, che tiene tra le branche anteriori un bisante d'oro, e poggiante con la branca posteriore sinistra sulla campagna d'argento. Lo scudo è sormontato da una corona turrita d'argento e circondato da due ramoscelli, rispettivamente di quercia e di alloro, legati fra loro da un nastrino tricolore.
Il gonfalone è un drappo di argento.

### Onorificenze
Montenerodomo è tra le città decorate al valor militare per la guerra di liberazione, insignito della medaglia di bronzo al valor militare per i sacrifici delle sue popolazioni e per l'attività nella lotta partigiana durante la seconda guerra mondiale:

## Monumenti e luoghi d'interesse

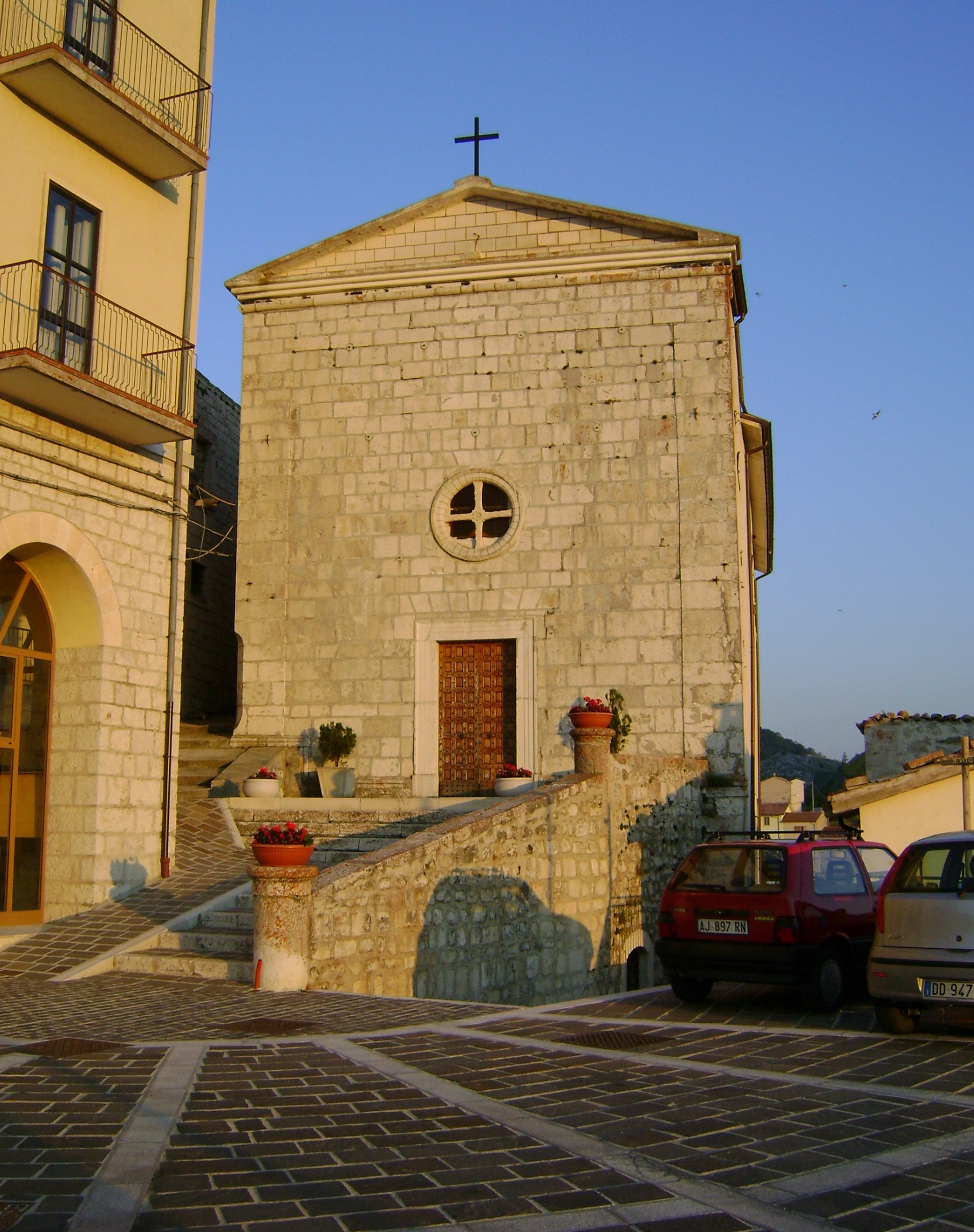
La chiesa di San Martino.

- I ruderi di Juvanum. Si trova in piana del Casale, prima di giungere al borgo di Montenerodomo. Città dei Sanniti, successivamente romana, a partire dal II secolo a.C. Città fiorente, composta da case pastorali, terme, templi, basilica e un foro italico. Si conserva perfettamente un teatro romano, scavato nella terra del colle montuoso. A fianco la città vi è un museo che spiega la storia del sito archeologico.
- L'Abbazia di Santa Maria in Palazzo. Monastero risalente all'XI secolo circa, fondata nei pressi di Juvanum. Rimane attiva fino al XV secolo, quando divenne chiesa pastorale, e poi andò distrutta. Rimane la planimetria.
- Le mura megalitiche. Site presso un colle roccioso nelle vicinanze del borgo vecchio della città vi sono delle mura poligonali con pietre a secco di epoca sannitica. Nel IV e III secolo a.C. l'abitato venne spostato più a valle, ove sorse Juvanum. Quando venne fondato il borgo medievale di Montenerodomo: forse le mura magalitiche vennero usate come mura difensive dell'abitato.[11]
- Palazzo Croce. È la residenza della famiglia di Benedetto Croce. È posto nella parte nord ovest dell'abitato. Parte delle mura sono in paramento murario in pietra, mentre all'interno gli ambienti sono a volta.[12]
- Chiesa di San Vito. La chiesa è stata costruita nel Settecento. La chiesa ha un prospetto in pietra con timpano triangolare. Il portale ai lati ha due piedritti ed un architrave in pietra. La facciata ha una finestra circolare. L'interno è ad aula.[13] Il campanile è a vela.

- Chiesa di San Martino. La costruzione della chiesa risale al XIV secolo. La facciata è realizzata con bozze di calcare con pezzi di laterizio cementati con molta malta. Il portale, in pietra, sopra presenta un arco a tutto sesto. Ai lati cantonali vi sono delle aperture simili alle finestrelle devotionis delle chiese rurali. Il cornicione è a "romanelle" realizzato con tre file di tegole sfalsate l'una con l'altra. Il campanile è a vela. L'interno è a vela.[14]
- Pagliare. Sono un gruppo di edifici posti in località Serra Montitti, anticamente abitazioni rurali, fienili e stalle. Gli edifici sono molto scarni e realizzati in bozze di pietra molte volte senza intonaco. Molti di questi edifici sono su due piani, con il pian terreno in parte scavato nella roccia.[15]
- Borgo Medievale. La prima citazione del borgo è del XII secolo. Nel Quattrocento fu possedimento dei Caldora indi dei Capua, i quali tennero il feudo fino alla metà del Seicento, quando fu venduto ai D'Aquino. Ancora sono visibili i segni della seconda guerra mondiale, quando furono distrutti il palazzo degli avi di Benedetto Croce e gran parte del palazzo della famiglia De Thomasis, quest'ultimo sorto forse sui ruderi dell'antico castello.[16] Le mura originarie del borgo sono in muratura a secco con pezzi di pietra calcarea smussata e con riempimento degli interstizi con scaglie di pietra e cottoli cementati con malta di calce.[16]

## Società

### Evoluzione demografica
Il comune è interessato da un rapido processo di spopolamento. Abitanti censiti

## Amministrazione
| Periodo        | Periodo        | Primo cittadino    | Partito                                                                         | Carica  | Note          |
| -------------- | -------------- | ------------------ | ------------------------------------------------------------------------------- | ------- | ------------- |
| 23 aprile 1995 | 13 giugno 2004 | Antonio Tamburrino | Lista civica di centro-sinistra (1995-1999) Lista civica (1999-2004)            | Sindaco | [ 18 ] [ 19 ] |
| 14 giugno 2004 | 7 giugno 2009  | Arnaldo Rossi      | Lista civica Insieme                                                            | Sindaco | [ 20 ]        |
| 8 giugno 2009  | 26 maggio 2019 | Antonio Tamburrino | Lista civica Sempre insieme (2009-2014) Lista civica Insieme per... (2014-2019) | Sindaco | [ 21 ] [ 22 ] |
| 27 maggio 2019 | 9 giugno 2024  | Angelo Piccoli     | Lista civica Sempre di più per Montenerodomo                                    | Sindaco | [ 23 ]        |
| 27 maggio 2019 | in carica      | Angelo Piccoli     | Lista civica Uniti per il futuro di Montenerodomo                               | Sindaco | [ 24 ]        |